# Ута фон Шауенбург
Ута фон Шауенбург или Ута фон Калв (на немски: Uta von Schauenburg; Uta von Calw; Uta bei Rhein; * ок. 1115 или 1120; † ок. 1197) е графиня от Калф и херцогиня на Шауенбург и чрез женитба маркграфиня на Тоскана (Тусция) и херцогиня на Сполето.
Ута основава през 1191 г. манастир Алерхайлиген в Шварцвалд.
Тя е дъщеря на граф и пфалцграф Готфрид фон Калв († 6 февруари 1131) и съпругата му Лиутгард фон Церинген (* ок. 1098, † 25 март 1131), дъщеря на херцог Бертхолд II.

## Фамилия
Ута се омъжва пр. януари 1133 г. за Велф VI (1115 – 1191), маркграф на Тусция (Тоскана), херцог на Сполето, кръстоносец. Те имат един син:
- Велф VII (* 1140; † 11/12 септември 1167), граф на Алтдорф, маркграф на Тоскана и херцог на Сполето от 1160 г.